# Pausístrat
Pausístrat (en llatí Pausistratus, en grec antic Παυσίστρατος) fou un militar rodi, nomenat comandant en cap de les forces d'aquella república l'any 197 aC.
Va desembarcar al districte anomenat Perea ròdia amb considerables forces i va derrotar el general macedoni Dinòcrates, sotmetent tot el districte i arribant a Estratonicea, segons diu Titus Livi.
Durant la guerra contra Antíoc III el Gran va ser nomenat comandant de la flota de l'illa de Rodes, l'any 191 aC, però es va unir massa tard als romans per participar en la victòria contra Polixènides. El 190 aC a la primavera, va sortir amb una flota de 36 vaixells i va rebre una oferta de negociacions de Polixènides i quan Pausístrat es considerava segur va ser atacat sobtadament per Polixènides que el va derrotar completament capturant o enfonsant quasi tots els seus vaixells. Pausístrat va intentar la fugida obrint-se pas amb la seva nau entre la flota enemiga, i al no aconseguir-ho, es va suïcidar, segons Titus Livi, Apià i Poliè el Macedoni. Apià l'anomena Pausímac (Pausimachus).